# Fúquene (ort)
Fúquene är en ort i Colombia.   Den ligger i departementet Cundinamarca, i den centrala delen av landet, 90 km norr om huvudstaden Bogotá. Fúquene ligger 2 866 meter över havet och antalet invånare är 563.
Terrängen runt Fúquene är kuperad västerut, men österut är den platt. Terrängen runt Fúquene sluttar österut. Runt Fúquene är det ganska tätbefolkat, med 83 invånare per kvadratkilometer. Närmaste större samhälle är Ubaté, 10,8 km söder om Fúquene. Omgivningarna runt Fúquene är en mosaik av jordbruksmark och naturlig växtlighet.